# Boxing (jogo eletrônico)
Boxing é um jogo de boxe desenvolvido e publicado pela Activision para o console Atari 2600, lançado em 1980. O jogo apresenta uma mecânica simples, na qual dois lutadores se enfrentam em um ringue visto de uma perspectiva aérea. Cada jogador controla um dos boxeadores, identificados pelas cores branco e preto.
O controle é realizado por meio do joystick: o bastão direcional move o lutador em oito direções, enquanto o botão executa os socos, que podem ser desferidos com o braço esquerdo ou direito, dependendo da posição relativa ao oponente. Cada golpe bem-sucedido no corpo do adversário contabiliza um ponto. O objetivo é acertar o maior número possível de socos dentro do limite de dois minutos, vencendo aquele que somar mais pontos ao final da luta.
Boxing é considerado um dos primeiros jogos de boxe para consoles domésticos e é lembrado por sua jogabilidade acessível e direta.

## Retro Classics
Desde maio de 2025, Boxing está disponível como parte da coleção Retro Classics no serviço de assinatura Xbox Game Pass, acessível por meio do Xbox Cloud Gaming. A coleção reúne diversos títulos clássicos das décadas de 1980 e 1990, permitindo que esses jogos sejam jogados em consoles modernos e na nuvem.